# Burmorthacris
Burmorthacris is een geslacht van rechtvleugeligen uit de familie Pyrgomorphidae. De wetenschappelijke naam van dit geslacht is voor het eerst geldig gepubliceerd in 1964 door Kevan, Singh & Akbar.

## Soorten
Het geslacht Burmorthacris  is monotypisch en omvat slechts de volgende soort:
- Burmorthacris subaptera (Kevan, Singh & Akbar, 1964)